# Nacionalismo croata

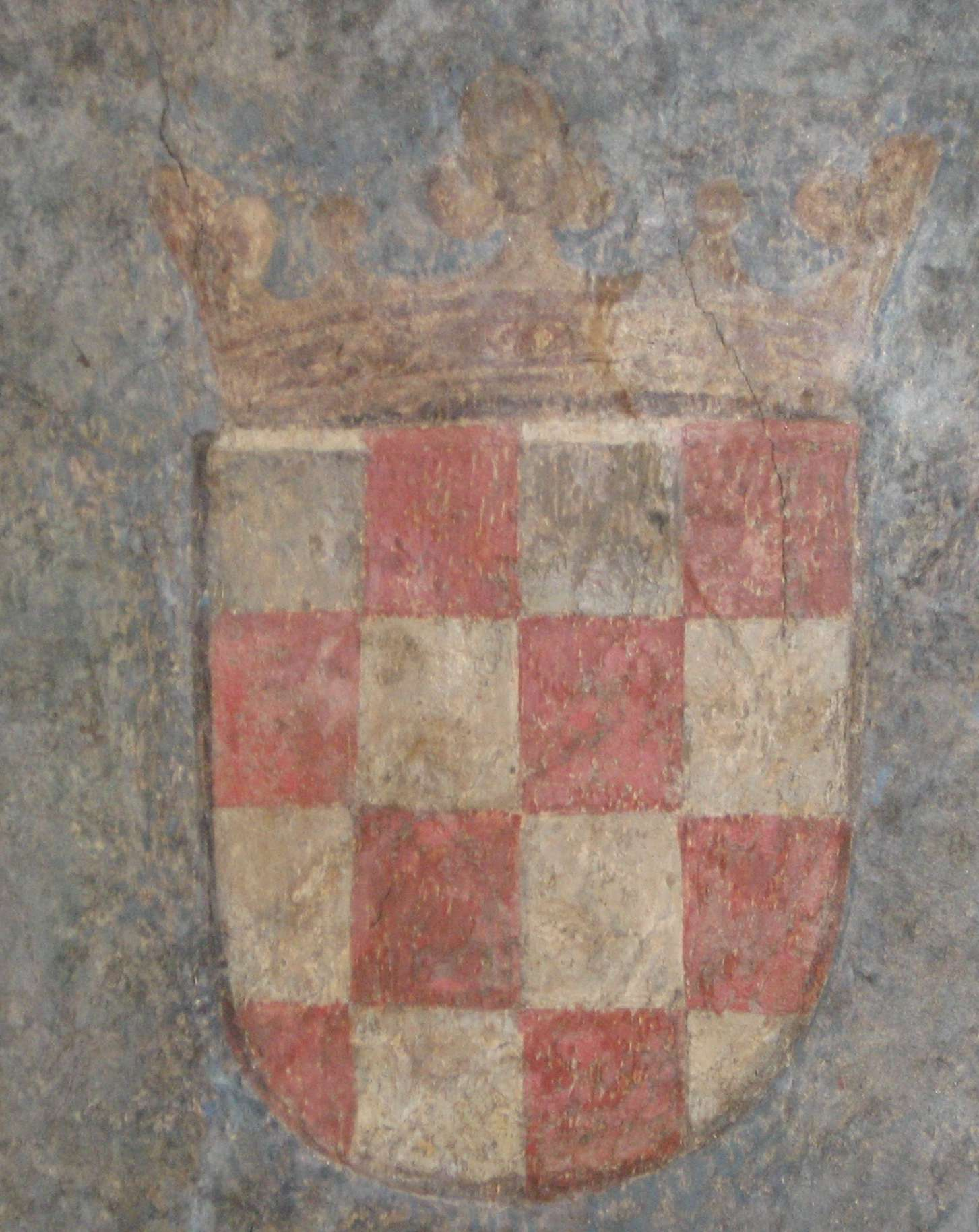
Una versión temprana del escudo de armas croata, el "šahovnica", usado como el escudo de armas del Reino de Croacia en 1495.

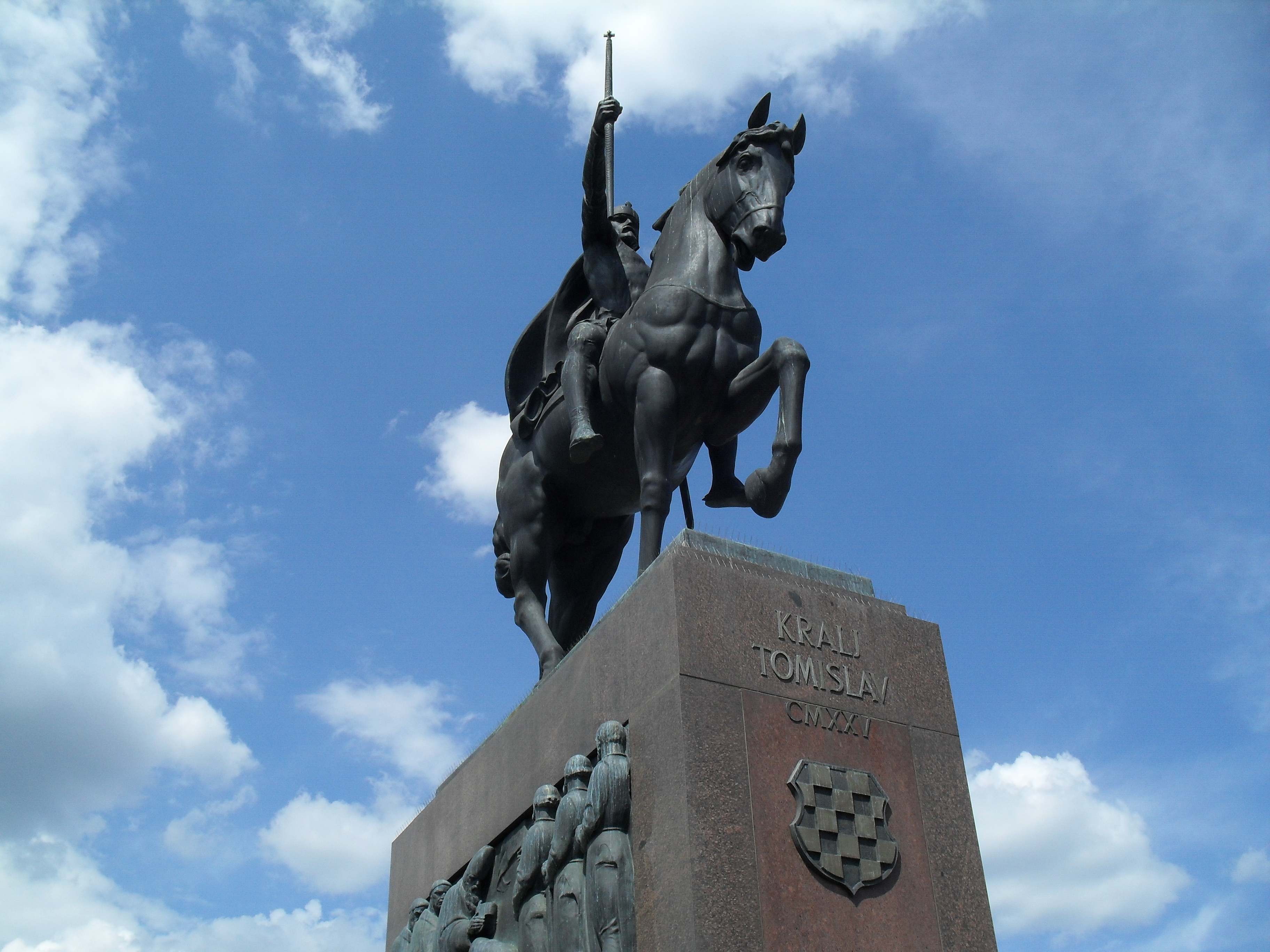
Estatua de Tomislav de Croacia en Zagreb, el primer rey croata.

El nacionalismo croata es un movimiento que surgió durante las ocupaciones sucesivas ocurridas en el territorio actual de Croacia, culminando en la independencia del estado croata independiente en 1991, tras la separación de Yugoslavia. Este movimiento promovió la unidad cultural de los croatas.

## Historia

### Antecedentes
El nacionalismo croata apareció en el siglo XIX en respuesta a la magiarización llevada a cabo por el mandato húngaro sobre el pueblo croata y los otros pueblos habitantes del territorio.Se basó en dos ideas básicas: la relación histórica del derecho a que se proclame una nación basada en la identidad cultural propiamente adquirida con la continuidad conseguida con la creación de un estado medieval estrictamente croata y a su identidad asociada con el eslavismo.Dicho periodo empieza con el movimiento ilirio, que se crea con el Matica hrvatskay que promovía el "idioma ilirio". El arrianismo se dividió en dos movimientos políticos: el Partido de los Derechos nombrado tras el establecimiento del concepto del derechismo (en croata: pravaštvo), uno liderado por Ante Starčević y el Yugoslavismo -y otro liderado por Josip Juraj Strossmayer-. Ambos movimientos fueron limitados a los miembros de la intelligentsia croata. 
Las reclamaciones legales a favor de Yugoslavia buscaban la unificación de las tradicionales tierras croatas, en oposición a la división bajo el imperio que se iniciara con la lucha iniciada por Strossmayer y finalmente alcanzada con la federalización tras la separación del Reino de Yugoslavia.

### Croacia en el Imperio austro-húngaro

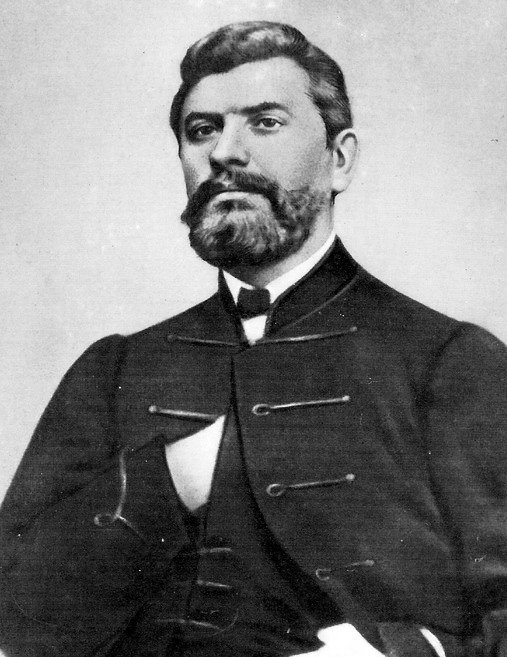
Ante Starčević, apodado padre de la patria, y considerado el padre del nacionalismo croata.

En el s. XIX, la oposición de los croatas al proceso de magiarización y el deseo por la independencia del imperio llevaron al crecimiento del nacionalismo croata.El movimiento ilirio buscó y consiguió el despertar del nacionalismo croata, con el surgimiento de una conciencia de una identidad nacional estandarizada y regional, sobre la base de sus tradiciones literarias, las cuales existían en la forma de varios dialectos de una sola lengua literaria.Una vez las tierras croatas fueron unificadas culturalmente, el movimiento apuntó a la unificación del resto de los eslavos balcánicos bajo el nombre de Ilirios resurgidos.
Las ilirias durante las revoluciones de 1848 vieron la posibilidad de alcanzar su autonomía política junto a una monarquía federalizada bajo el mandato de los Habsburgo.Ante Starčević fundó el Partido de los Derechos en Croacia ya en 1861 con el argumento legal de que el derecho de Croacia a su condición de estado nunca había sido abrogado por la monarquía de los Habsburgo, pues era claro a su parecer que a Croacia se le debía dar la misma calidad de un estado independiente. Starčević esperaba que Croacia no sólo incluyera los actuales territorios de Croacia, sino también los de las actuales Bosnia y Herzegovina, Eslovenia (en la figura de los territorios del Ducado de Carintia, el de Carniola y el de Estiria) y con partes de la que hoy día es Serbia (el Sanjak de Novi Pazar, Sirmia)— y que a todos estos pueblos los cobijara el manto de una Gran Croacia en donde los miembros del catolicismo, el islamismo, o los cristianos ortodoxos de habla eslava, fueran definidos solo como croatas.
Durante el periodo transcurrido entre el s. XIX hasta mediados del s. XX, los nacionalistas croatas competían con el auge del creciente movimiento paneslavo, surgido de la unión de la disidencia de los movimientos ilirianistas y de los yugoslavistas que buscaban el ideal de un pueblo eslavo del sur unido por sobre una identidad única y centrada en el nacionalismo croata, que era considerado como "englobante y discriminativo".El fundador del yugoslavismo, el obispo croata Josip Juraj Strossmayer abogaba por la unificación de los territorios croatas dentro de un estado federal como una monarquía, junto a los otros pueblos yugoslavos. Sin embargo, ninguno de los movimientos, el de Starčević o el de Strossmayer, en su competencia por una visión de una única identidad nacional, fueron algo influyentes entre la intelligentsia croata.

### Aparición del Reino

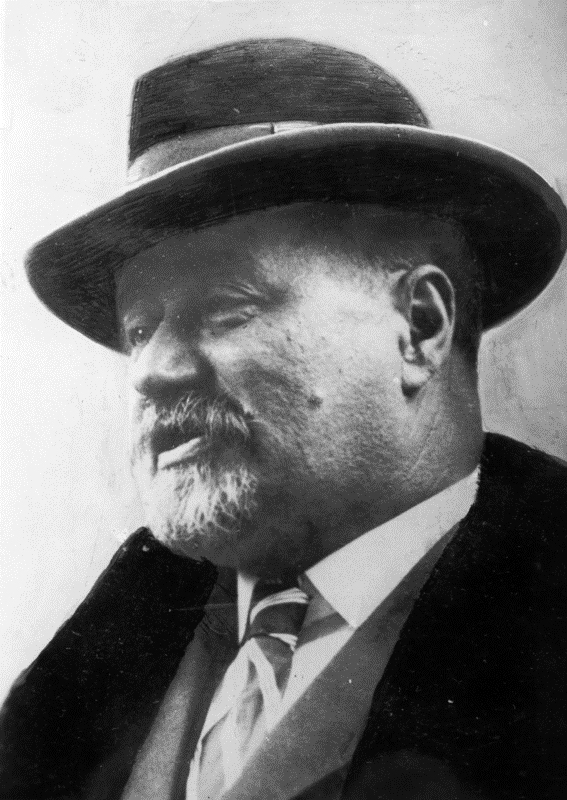
Stjepan Radić el mismo año de su muerte.

Tras la fundación de Yugoslavia, en 1918, se implementó la figura de una nación, pero de una forma fuertemente centralizada; que fuera establecida el día de San Vito, con la constitución de 1921, y en concordancia con el ideal del nacionalismo serbio, el cual deseaba asegurar la unidad de los serbios como eje de dicha nación, lo que causó un gran resentimiento entre los croatas y otros pueblos en Yugoslavia. Los croatas de Dalmacia y el principal líder croata en la Primera Guerra Mundial, el líder Yugoslavia Ante Trumbić, denunciaron la constitución del Día de San Vito, porque establecía la hegemonía y superioridad del pueblo serbio por sobre los demás pueblos en Yugoslavia como contraria a los intereses de los croatas y de los otros pueblos constituyentes de dicha entidad supranacional.Los nacionalistas croatas se opusieron al establecimiento de dicho estado centralizado y demandaron con los nacionalistas moderados una autonomía mayor para Croacia en una Yugoslavia federalizada.El nacionalismo croata se convertiría en un movimiento de masas dentro del Reino de Yugoslavia a través del Partido Campesino Croata (HSS) de Stjepan Radić.La demanda por una autonomía croata entre los nacionalistas moderados y croatas en Yugoslavia fue aceptada por el gobierno yugoslavo bajo el tratado Cvetković–Maček de 1939. Este acuerdo hizo que se enfadaran las partes serbias pro-nacionalistas que se oponían a este tratado, ya que debilitaba la posición del Serbdom en Yugoslavia, asegurando su importancia en Yugoslavia con el lema "Un fuerte Serbdom, deja una fuerte Yugoslavia".El acuerdo también fue impopular entre los bosnios musulmanes (posteriormente conocidos como musulmanes yugoslavos), incluyendo a la Organización Musulmana Yugoslava (JMO) que denunció los acuerdos de Repartición de Bosnia y Herzegovina.
Radić se oponía a la unificación de Yugoslavia, ya que temía que los derechos de los croatas, en un estado altamente centralizado y dominado por los serbios; quienes numéricamente eran mayoritarios, fuesen vulnerados.El asesinato de Radić en 1928 provocó preocupación entre los nacionalistas croatas, quienes veían que con el estado yugoslavo centralizado, entre 1928 y 1939, su movimiento nacionalista un muy posible objeto de extensas persecuciones, ya que algunos disidentes buscaban cierta forma de autonomía o independencia de Belgrado.En 1939, un acta de compromiso celebrada entre el gobierno yugoslavo y los autonomistas croatas, liderados por el Partido Campesino Croata, ahora bajo el liderazgo de Vladko Maček permitiría la creación de una Croacia autónoma dentro de Yugoslavia ahora conocida como la Banovina de Croacia.

### Estado Independiente de Croacia
Un violento nacionalismo sectario croata se desarrolló con antelación a la Segunda Guerra Mundial, el que se transformó en el movimiento Ustacha, liderado por Ante Pavelić, quien a su vez colaboró con las autoridades invasoras nazis y fascistas en el Estado Independiente de Croacia durante el correr de dicho conflicto. El nacionalismo croata, largamente adormecido, excepto en el periodo de la Primavera croata, que sucedió con antelación a la disolución de Yugoslavia y previo al inicio de la guerra de independencia, fue y sería el detonante de los tres hechos mencionados anteriormente.De esta forma tan extrema, sucede la manifestación nuevamente del nacionalismo croata, personificado en el deseo de establecer un gran estado croata, la vuelta de los valores patriarcales tradicionales y la idealización de los campesinos, así como el resurgimiento del sentimiento anti-serbio para restablecer una "cultura puramente croata".El nacionalismo croata reaccionó con un punto de vista siempre crítico al inicio de su desarrollo durante la guerra, donde los nacionalistas extremistas croatas, los fascistas y el movimiento Ustacha se tomaron el poder, gobernando el estado independiente de Croacia (NDH) tras la invasión de Yugoslavia en favor de la triple Entente. La creación del NDH surge entonces bajo el beneplácito y amparo de la Italia fascista y de la Alemania nazi como un estado cliente.La Ustacha cometió actos de genocidio masivo contra los serbios y los judíos que habitaban allí, y persiguió a sus oponentes políticos, incluidos los partisanos quienes les combatieron fieramente.El Campo de concentración de Jasenovac representó el campo de concentración más grande de Croacia.Durante el conflicto se utilizó un saludo croata Za dom spremni!  por el movimiento Ustacha. Era su equivalente al saludo Nazi Sieg Heil.

### En la Yugoslavia comunista
Tras la derrota de la triple entente en 1945, y el surgimiento del comunismo de manos del líder partisano, quien era croata de nacimiento; Josip Broz Tito, se promovió el nuevo resurgir de una Yugoslavia comunista, donde el nacionalismo croata junto a otros movimientos nacionalistas había sido reprimido por las autoridades estatales de forma equilibrada pero contundente, y en ocasiones, vulnerando el derecho internacional humanitario. Durante la era comunista, algunos líderes comunistas croatas fueron considerados como nacionalistas croatas, respectivamente Iván Krajačić y Andrija Hebrang. Hebrang fue acusado por la prensa serbia de influenciar a Tito con el fin de guiarlo a actuar contra los intereses serbios, pero en realidad Tito y Hebrang eran rivales políticos, desde que Hebrang antepuso los intereses croatas a los del nivel federal, siendo incluso uno de los mayores y más respetados líderes partisanos yugoslavos. Hebrang incluso propuso una serie de cambios de las fronteras croatas, desde que, de acuerdo a su parecer, las fronteras croatas reales fueran delimitadas de forma arbitraria por la comisión de Milovan Đilas. Él incluso arguyó contra los injustos cambios en la participación presupuestaria impuesta a Croacia tras 1945, así como participó en los juicios concomitantes contra personas marcadas como colaboracionistas durante la era del NDH. Hebrang no sería, según los argumentos croatas, una seria amenaza a los intereses serbios, dado que él fuera puesto en numerosas ocasiones en reclusión domiciliaria en 1948, para ser luego asesinado por su rivalidad con Tito. 
El nacionalismo croata no desapareció y este movimiento se mantuvo adormecido hasta mediados de los 60 y principios de los 70. Apareció de nuevo con el surgimiento de la Primavera Croata, un movimiento que llamaba por una Yugoslavia más descentralizada y una mayor autonomía para las otras repúblicas. En especial, Croacia quería liberarse del control del gobierno federal. Dichas demandas fueron luego respondidas, luego de las reformas implementadas por Tito y su régimen. 
Luego de este reclamo, los comunistas croatas empezaron a señalar la preponderancia serbia en los cargos del gobierno yugoslavo así como en los del partido comunista, el ejército, la policía civil y la secreta.Sin embargo, el objetivo principalmente era el de quitar la subordinación percibida en el estatus del idioma literario croata, que para el momento se describía como una variante del serbo-croata occidental.
En 1967, la Asociación de Escritores Croatas hizo un llamamiento para la designación del idioma croata como una lengua diferente dentro del Diasistema serbocroata, tanto para su uso educativo como para el de publicación de libros y escritos en ese idioma dentro de Yugoslavia.A causa de dichas demandas, Tito dio la orden de purgar a los reformistas entre 1971 y 1972.Más de 1600 miembros del partido comunista yugoslavo de ascendencia croata fueron apartados del mismo o sometidos a arresto.
Con dichas medidas se contuvo el nacionalismo de toda índole en Yugoslavia, salvo el croata, que continuó de forma creciente, y se afianzó dentro de la diáspora en Suramérica, Australia, Norteamérica y el resto de Europa.La militancia política de la diáspora croata estaba bien financiada y brindaba un cercano apoyo y coordinación a la disidencia croata en Yugoslavia. Dichos grupos eran de ideario anticomunista desde que se originaron, ya que eran disidentes políticos que emigraron al exterior en busca de asilo, ya que abandonaron Yugoslavia tras lo sucedido en 1945.

### Guerra de Independencia

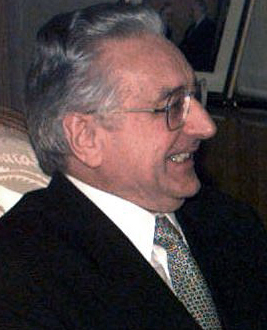
Franjo Tuđman.

El nacionalismo croata revivió, tanto de forma radical como independentista, y hasta extremista a fines de los años 80, en respuesta a la real amenaza de la agenda del nacionalismo serbio impuesta en el gobierno federal yugoslavo de Slobodan Milošević, quien quería una Yugoslavia fuertemente centralizada.A principios de los 80, el movimiento del nacionalismo croata fue liderado por el antes general comunista e historiador Franjo Tuđman.Tuđman era, primeramente, un prominente comunista, pero en los 60 empezó a apoyar la idea del irredentismo nacionalista croata.
Pronto comprendió que sin apoyo su meta sería imposible, así que buscó ayuda de la numerosa diáspora en el exterior y logró conseguir millones de dólares para alcanzar su objetivo de establecer una nación croata independiente. Tuđman se ganó a los líderes de los intelectuales Maspok y a los líderes prominentes de dicha diáspora, así como a los simpatizantes de la causa entre los miembros de la diáspora croata y fundó el partido pro-independentista Unión Democrática Croata (HDZ) en 1989.
En 1991, el HDZ de Tuđman alcanzó el poder durante la escisión yugoslava, y tras esto, Croacia declaró su independencia de Yugoslavia en 1991, llevándola inmediatamente a una guerra por la independencia croata de 1991 a 1995.Ese mismo año, la guerra de independencia surgió en Croacia y el siguiente año surge además la guerra en Bosnia.

#### Croacia yBosnia
La élite gobernante en Croacia ayudó a la creación del partido político pro-croata Unión Democrática Croata de Bosnia-Herzegovina (HDZ-BiH) y a su vez, a hacerse en el poder. Los primeros líderes de la rama bosnia del HDZ se oponían a las ideas de Tuđman sobre la división de Bosnia y Herzegovina entre Croacia y Serbia, y en respuesta, Mate Boban se autoinstaló como el líder de esta rama del HDZ. Él fundó la República croata de Herzeg-Bosnia con la meta de unir estos territorios finalmente con Croacia para el final de la guerra.El proyecto de Boban se deshizo estrepitosamente en 1994 con la creación de la Federación de Bosnia y Herzegovina.